# Susanne Lietzow
Susanne Lietzow (* 1. August 1968 in Innsbruck) ist eine österreichische Theaterregisseurin, Theaterleiterin und Schauspielerin.

## Leben
Nach dem Besuch der Modeschule Wien im Schloss Hetzendorf studierte Lietzow Bildhauerei in New York und absolvierte eine Schauspielausbildung in Innsbruck. Es folgten Engagements als Schauspielerin und Regisseurin am Theater Phönix in Linz und am Deutschen Nationaltheater Weimar. Von 1997 bis 2000 war sie als Gastdozentin für Schauspiel an der Hochschule für Musik und Theater „Felix Mendelssohn Bartholdy“ Leipzig tätig.
Sie inszeniert unter anderem am Staatsschauspiel Dresden, am Schauspiel Hannover, am Staatstheater Kassel, am Volkstheater Wien, am Theater Magdeburg, am Nationaltheater Mannheim und am Schauspielhaus Graz.

## Inszenierungen (Auswahl)
- 1999 Die letzten Tage der Menschheit von Karl Kraus, Deutsches Nationaltheater Weimar
- 2001 Lysistrata von Aristophanes, Staatstheater Kassel Schauspielhaus
- 2002 Woyzeck von Georg Büchner, Theater Phönix, Linz
- 2003 Der Drang von Franz Xaver Kroetz, Projekttheater Vorarlberg[2]
- 2004 Frauen Krieg Lustspiel von Thomas Brasch, Projekttheater Vorarlberg
- 2005 Musik von Frank Wedekind, Projekttheater Vorarlberg
- 2006 How much, Schatzi? von Hans Carl Artmann, Projekttheater Vorarlberg
- 2007 Killer Joe von Tracy Letts, Projekttheater Vorarlberg[3]
- 2007 Little Shop of Horrors, Max Reinhardt Seminar, Wien
- 2008 (WILDE)Mann mit traurigen Augen von Händl Klaus, Schauspielhaus Wien
- 2009 Die Bettleroper von John Gay, Projekttheater Vorarlberg
- 2010 Superhero von Anthony McCarten, Schauspiel Hannover[4]
- 2011 Die Firma dankt von Lutz Hübner, UA, Staatsschauspiel Dresden
- 2011 Die Probe (Der brave Simon Korach) von Lukas Bärfuss, Landestheater Coburg
- 2011 Reineke Fuchs von Johann Wolfgang von Goethe, Staatsschauspiel Dresden
- 2012 Viel Lärm um nichts von William Shakespeare, Landestheater Coburg
- 2012 Der ferne Klang von Gert Jonke, UA, Garage X, Wien
- 2012 Geschichten aus dem Wiener Wald von Ödön von Horváth, Landestheater Coburg
- 2012 Verteidigung der Missionarsstellung von Wolf Haas, UA, Schauspielhaus Graz
- 2013 Die Ratten von Gerhart Hauptmann, Staatsschauspiel Dresden
- 2013 Höllenangst von Johann Nestroy, Theater Phönix, Linz
- 2013 Anna und Martha. Der dritte Sektor von Dea Loher, Projekttheater Vorarlberg
- 2013 Klaus im Schrank von Erich Kästner am Staatsschauspiel Dresden, UA
- 2014 Der Sturm von William Shakespeare, Theater Phönix, Linz
- 2014 Ein schöner Hase ist meistens der Einzellne von Philip Weiss, UA, Projekttheater Vorarlberg
- 2015 Der Nazi & der Friseur von Edgar Hilsenrath, UA, Theater Magdeburg
- 2015 Foxfinder von Dawn King, Projekttheater Vorarlberg, Johanniterkirche Feldkirch
- 2015 Zu ebener Erde und erster Stock von Johann Nestroy, Volkstheater Wien
- 2016 Der Brandner Kaspar und das ewig' Leben von Kurt Wilhelm nach Franz von Kobell, Nationaltheater Mannheim
- 2016 Zur schönen Aussicht von Ödön von Horvath, Staatsschauspiel Dresden
- 2017 Anatol von Arthur Schnitzler, Landestheater Linz
- 2017 Le nozze di Figaro von Wolfgang Amadeus Mozart, Landestheater Coburg
- 2017 Vor dem Ruhestand von Thomas Bernhard, Theater Magdeburg
- 2018 Kasimir und Karoline von Ödön von Horváth, Landestheater Linz
- 2018 Der Alpenkönig und der Menschenfeind von Ferdinand Raimund, Nationaltheater Mannheim
- 2018 Der gestiefelte Kater von den Brüdern Grimm nach der Bühnenfassung von Thomas Freyer in einer Bearbeitung von Susanne Lietzow, Staatstheater Stuttgart
- 2019 Maria Stuart von Friedrich Schiller, Landestheater Linz[5]
- 2019 Schöne Bescherungen von Alan Ayckbourn, Staatstheater Wiesbaden
- 2020 Gefährliche Liebschaften von Christopher Hampton und Choderlos de Laclos, Landestheater Linz
- 2021 Les Pêcheurs de perles – Die Perlenfischer von Georges Bizet, Saarländisches Staatstheater
- 2021 Die Nibelungen von Friedrich Hebbel, Landestheater Linz

## Auszeichnungen
- 1999 Nominierung zur Besten Nachwuchsschauspielerin in Theater heute für die Rolle Mephisto in Urfaust von Johann Wolfgang von Goethe, Deutsches Nationaltheater Weimar, Inszenierung Georg Schmiedleitner
- 2006 erhielt das Projekttheater Vorarlberg den Nestroy-Theaterpreis für die Beste Off-Produktion How much, Schatzi? von H.C. Artmann (Inszenierung: Susanne Lietzow)
- 2010 Einladung zu den Mülheimer Theatertagen mit Die Firma dankt von Lutz Hübner, Staatsschauspiel Dresden
- 2014 Nestroy-Theaterpreis für die Beste Bundesländer-Aufführung für Höllenangst von Johann Nestroy, Theater Phönix Linz (Inszenierung: Susanne Lietzow)
- 2015 Nominierung Nestroypreis Beste Bundesländer-Aufführung für Der Sturm von William Shakespeare, Theater Phönix Linz (Inszenierung: Susanne Lietzow)
- 2018 nachtkritik-Theatertreffen 2018 für Anatol am Landestheater Linz (Inszenierung: Susanne Lietzow)[6]
- 2019 Nominierung Nestroypreis Beste Bundesländer-Aufführung für Kasimir und Karoline von Ödön von Horváth, Landestheater Linz (Inszenierung: Susanne Lietzow)